# Nurobod (Uzbekistan)
Nurobod (in russo Нурабад, Nurabad) è il capoluogo del distretto di Nurobod, nella regione di Samarcanda, in Uzbekistan. Ha una popolazione (calcolata per il 2010) di 10.819 abitanti. La città si trova circa 80 km a ovest di Samarcanda.